# Chór Pogłosy
Chór Pogłosy – chór działający w Poznaniu, powstały w 1996 roku jako Chór Kameralny WSJO Canto-Cantare przy poznańskim VI Liceum Ogólnokształcącym im. Ignacego Jana Paderewskiego.

## Historia
Powstał jako chór żeński, będący kontynuacją corocznej działalności uczennic szkoły, które każdego roku, w okresie Bożego Narodzenia, pod kierownictwem nauczycielki muzyki, Ewy Maćkowiak-Sibilskiej, występowały z koncertami świątecznymi dla Młodzieżowego Ruchu Miłośników Muzyki Pro Sinfonika oraz charytatywnymi na rzecz Hospicjum Palium Jacka Łuczaka. W grudniu 2016 roku dyrygentką chóru została absolwentka poznańskiej Akademii Muzycznej, Joanna „Sykula” Sykulska. W 2018 chór zmienił nazwę na Pogłosy, a także zmianie uległ charakter chóru – został chórem mieszanym. W tym samym roku wraz z zespołem KakofoNIKT wystąpił w drugiej edycji Festiwalu Sonus Ex Machina.

## Repertuar
Wykonywana muzyka: klasyka chóralna świecka i religijna od baroku do współczesności, stylizowane pieśni ludowe, utwory patriotyczne.

## Osiągnięcia i nagrody
- Międzynarodowy Konkurs Muzyki Sakralnej w Grecji – srebrny medal (1998),
- Międzynarodowy Konkurs Chóralny w Tampere – Brązowe Laury (1999),
- Międzynarodowy Konkurs Chóralny na Florydzie – srebrny medal (1999),
- I Konkurs Chóralny Pro Sinfoniki w Poznaniu – I miejsce z wyróżnieniem (2001),
- Międzynarodowy Konkurs Chóralny w Riva del Garda – srebrny medal (2005)[4]
- Międzynarodowy Festiwal Ludowej Muzyki Chóralnej w Barcelonie – złoty medal (2009)[5]
- X Jubileuszowy Konkurs Kolęd i Pastorałek w Chełmnie – złote pasmo (2015)